# Alter ego
 For alternative betydninger, se Alter ego (flertydig). (Se også artikler, som begynder med Alter ego)
Alter ego (fra latin "det andet Jeg") er et begreb for en anden personlighed eller identitet hos en enkelt person. En persons alter ego manifesterer sig ofte fysisk med eget navn, historie og væremåde, der adskiller sig markant fra personens egen. Selv om et alter ego ofte er påtaget, udspringer det ofte fra en skjult eller fortrængt del af personens egen personlighed, og er derfor langt mere vidtrækkende end bare en rolle, man spiller. Et alter ego er en integreret del af personen.

## Kultur og underholdning
Begrebet er hyppigt anvendt i fiktion, specielt i tegneserier, hvor fx superhelte, skurke, selvtægtsmænd eller forbryderbekæmpere har hemmelige identiteter, eksempelvis Clark Kent/Superman. Et andet klassisk eksempel er Dr. Jekyll og Mr. Hyde. Tanken om, at to tilsyneladende radikalt forskellige personer viser sig at være to sider af den samme person, kendes også fra animationsserien Family Guy, hvor det hævdes, at både instruktøren Michael Moore, der er kritisk over for Republikanerne, og radioværten Rush Limbaugh, der støtter dem, i virkeligheden bare er to blandt mange alter egoer for skuespilleren Fred Savage. På samme måde har satireprojektet Uetisk Råd udnævnt professor Drude Dahlerup og den selverklærede heks Dannie Druehyld til at være hinandens alter egoer, ligesom det samme siden er sket for David Trads og Donald Trump.
Der kan også nævnes ikke-fiktive eksempler fra blandt andet underholdningsbranchen, hvor fx David Bowie i 70'erne havde Ziggy Stardust som alter ego, og den danske rapper Jokeren er et af flere alter egoer for Jesper Dahl.
Et beslægtet begreb er pseudonym, som fx af bruges af forfattere, der udgiver bøger i et andet, fiktivt navn. For eksempel skrev Karen Blixen bøger under navnene Pierre Andrezel og Isak Dinesen, og Stephen King har skrevet under navnet Richard Bachman.